# Hauthorn

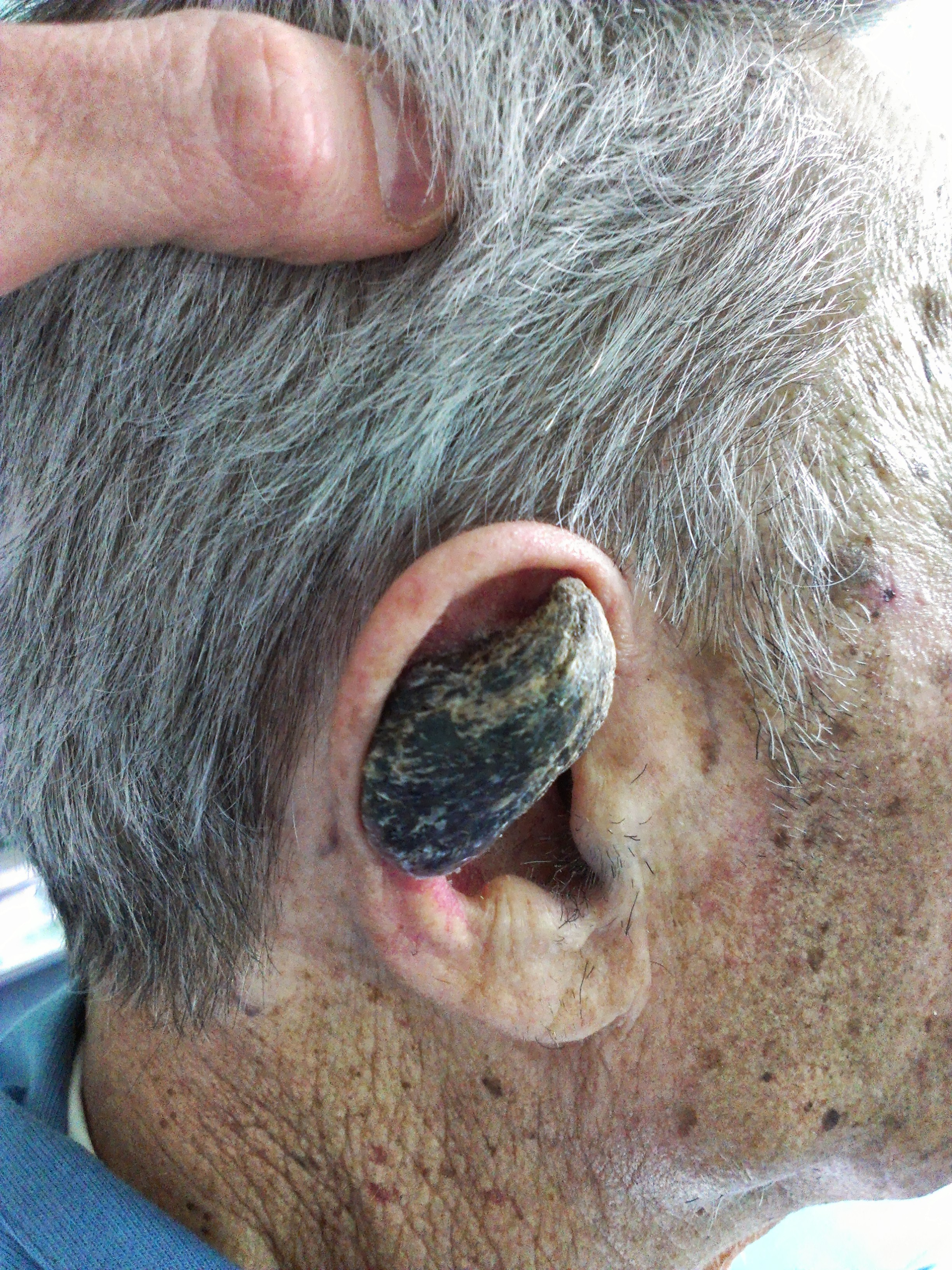

Unter einem Hauthorn (lateinisch Cornu cutaneum) versteht man einen tierhornförmigen Auswuchs der Haut, der überwiegend aus Keratin besteht. Das Hauthorn tritt typischerweise an lichtexponierten Stellen auf und kann sowohl gutartig als auch bösartig sein. Deshalb sollte es chirurgisch entfernt und feingeweblich untersucht werden.